# Medienanstalt Rheinland-Pfalz
Die Medienanstalt Rheinland-Pfalz ist die Landesmedienanstalt des Landes Rheinland-Pfalz mit Sitz in Ludwigshafen am Rhein (1987–2005 unter der Bezeichnung Landeszentrale für private Rundfunkveranstalter, LPR; 2005–2020 unter der Bezeichnung Landeszentrale für Medien und Kommunikation, LMK; Vorgänger war ab 1982 die AKK).
Zu ihren Aufgaben gehört es, private Rundfunkveranstalter (Radio- und Fernsehen) sowie Teledienste zu lizenzieren und ihre Programme zu beaufsichtigen. Die Medienanstalt RLP hat dafür Sorge zu tragen, dass die gesetzlichen Bestimmungen in den privaten Medien in Rheinland-Pfalz eingehalten werden und ein möglichst vielfältiges Medienangebot zur Verfügung steht. Zudem fördert sie seit Anfang der 2020er über ihr Tochterunternehmen Medienförderung RLP finanziell die Produktion von Videospielen und Filmen in Rheinland-Pfalz.
Die Medienanstalt RLP engagiert sich bei der Digitalisierung der Rundfunktechnik und begleitet private Rundfunkveranstalter und Offene Kanäle in den kommenden Jahren, den Übergang von analoger zu digitaler Übertragungstechnik zu vollziehen.
Rheinland-Pfalz besitzt ein flächendeckendes Netz von Offenen Kanälen (OK), in denen Bürger aktiv und selbstständig Fernsehbeiträge erstellen und senden können.
Außerdem legt die Medienanstalt Rheinland-Pfalz einen Schwerpunkt auf den Bereich der Medienkompetenz, mit Projekten, Kooperationen und Initiativen auf Landes-, Bundes- und EU-Ebene.
Die Medienanstalt Rheinland-Pfalz ist Mitglied der Gremienvorsitzendenkonferenz (GVK), der Direktorenkonferenz der Landesmedienanstalten (DLM), der Gesamtkonferenz (GK) sowie der Kommission für Jugendmedienschutz (KJM). Seit April 2010 gibt es die Gemeinsame Geschäftsstelle der Landesmedienanstalten in Berlin.
Seit 2011 firmieren die gemeinsamen Gremien und Kommissionen der Arbeitsgemeinschaft der Landesmedienanstalten unter der Dachmarke die medienanstalten.

## Finanzierung
Die MA RLP finanziert sich weit überwiegend aus dem Rundfunkbeitrag. Sie erhält einen Anteil von 1,8989 % der in Rheinland-Pfalz anfallenden Beitragszahlungen. Im Jahr 2022 waren dies etwa 7,8 Millionen Euro.

## Liste der von der Medienanstalt RLP lizenzierten und beaufsichtigten Programme

### Fernsehen
Bundesweit verbreitete Programme:
- DRF1

Regionalprogramme:
- 17:30 Sat.1 Live
- RLP.TV
- RON.TV
- RNF
- TV Mittelrhein
- Westerwald-Wied-TV

### Hörfunk
Landesweit verbreitete Programme:
- BigFM
- Rockland Radio
- RPR1

Regionalprogramme:
- 100 % Rheinhessen
- Antenne Bad Kreuznach
- Antenne Idar-Oberstein
- Antenne Kaiserslautern
- Antenne Koblenz
- Antenne Landau
- Antenne Mainz
- Antenne Pfalz
- Cityradio Trier
- Metropol FM
- Radio Pirmasens
- Radio Teddy
- Pfarrradio Bretzenheim

## Medien- und Kooperationsprojekte
- klicksafe
- Handysektor
- klick-tipps
- jugendschutz.net
- medien+bildung.com
- Internet ABC
- Digital-Botschafterinnen und -Botschafter für Rheinland-Pfalz
- Ohrenspitzer
- Tatort Eifel Junior Award

## Kontroversen

### Lizenz Sat. 1
Das Programm Sat. 1 war seit Sendestart in Rheinland-Pfalz lizenziert, die Medienanstalt RLP damit die zuständige Landesmedienanstalt u. a. für die Aufsicht über das Programm und auch die Vergabe der Drittanbieter-Sendezeiten. Der vormalige Sat.1-Geschäftsführer Roger Schawinski schrieb 2007 in seinem Buch Die TV-Falle, dass Sat.1 von der damaligen LMK bedeutet wurde, Produktionsaufträge an die Mainzer TV-Produktionsfirma News and Pictures des Medienunternehmers Josef Buchheit zu vergeben, um im Gegenzug ein Verfahren wegen Lizenzverstößen in anderen Sat.1-Sendungen einstellen zu können. Die LMK wies die Vorwürfe zurück und nahm weiter keine Stellung. In diesem Zusammenhang beantragte Sat.1 im April 2012 eine Lizenz bei der Medienanstalt Hamburg/Schleswig-Holstein (MA HSH), um sich der Aufsicht der LMK zu entziehen. Nachdem die gemeinsame Kommission für Zulassung und Aufsicht (ZAK) der 14 Landesmedienanstalten dem Wechsel zugestimmt hatte, erteilte die MA HSH eine neue, zehnjährige Lizenz mit Wirkung zum 1. Juni 2013.
Gegen diese Entscheidung klagten die LMK und die hessische Landesmedienanstalt LPR von 2012 bis 2020 durch mehrere Instanzen. Sie argumentierten unter anderem, dass Sat.1 nicht auf die noch bis Mai 2020 laufende Zulassung der LMK verzichten dürfe. Nach entsprechenden Entscheidungen der Vorinstanzen wies das Bundesverwaltungsgericht am 15. Juli 2020 die Klage endgültig ab. Seit August 2020 führt damit nun die MA HSH die Aufsicht über Sat.1.

### Besetzung des Direktorenpostens
Nachdem am 4. Dezember 2017 Marc Jan Eumann zum neuen Direktor gewählt worden war, beantragte der Medienrechtsanwalt Markus Kompa beim Verwaltungsgericht Neustadt an der Weinstraße eine einstweilige Anordnung, den Anstellungsvertrag Eumanns zunächst nicht abzuschließen und die Stelle öffentlich auszuschreiben. Kompa war als Mitbewerber nicht zur Wahl zugelassen worden, da er weder von der für die Besetzung eingesetzten Findungskommission noch von einem Mitglied der LMK-Versammlung zur Wahl vorgeschlagen worden war. Der Antrag wurde am 27. Dezember 2017 zurückgewiesen. Am 29. März 2018 scheiterte Kompa auch in zweiter Instanz beim Oberverwaltungsgericht Rheinland-Pfalz. Dieses stellte sogar eine missbräuchliche Inanspruchnahme des vorläufigen Rechtsschutzes fest, da es an der Ernsthaftigkeit der Bewerbung Kompas fehle, die sich hauptsächlich damit befasse, den Mitbewerber herabzusetzen und in grotesk übersteigerter Form angebliche eigene Vorzüge hervorzuheben.